# Kilkis
Kilkis (in greco Κιλκίς?), è un comune della Grecia situato nella periferia della Macedonia Centrale (unità periferica di Kilkis) con 54.750 abitanti secondo i dati del censimento 2001.
A seguito della riforma amministrativa detta Programma Callicrate in vigore dal gennaio 2011 che ha abolito le prefetture e accorpato numerosi comuni, la superficie del comune è ora di 1.600 km² e la popolazione è passata da 24.812 a 54.750 abitanti.

## Geografia
Kilkis è situata nella Grecia settentrionale, nella regione storica della Macedonia. È situata a 48 km a nord di Salonicco e 30 km dalla frontiera con la Macedonia del Nord.

## Storia
Nel medioevo la zona di Kilkis fu al lungo contesa tra i Bizantini e i Bulgari. Nel X secolo fu saccheggiata dall'esercito bulgaro e alcune famiglie fuggirono alla volta dell'Italia meridionale, dove fondarono il villaggio di Gallicianò.
La prosperità della città terminò nel 1430, quando Salonicco e l'intera Macedonia caddero sotto il dominio ottomano. Nel XVIII secolo Kılkış era diventata poco più di un villaggio, abitato in prevalenza da Bulgari. A partire dal 1867 fu incluso all'interno del vilayet di Salonicco. 
Alla fine dell'800, con l'esplosione dei vari nazionalismi nella regione, una parte degli abitanti della città sostenne le attività della VMRO filo-bulgara, mentre la minoranza ellenica, finanziò i gruppi paramilitari greci attivi nei dintorni tra il 1904 ed il 1908.
Durante la prima guerra balcanica Kılkış fu occupata dall'esercito bulgaro e ribattezzata Кукуш (Kukuš). Assieme alle truppe regolari di Sofia giunse una banda paramilitare della VMRO che costrinse i notabili musulmani della città a pagare ingenti somme di denaro e cedere le proprie ricchezze per avere salva la vita. Nei giorni seguenti un secondo gruppo di guerriglieri bulgari, ostili alla VMRO, occupò Kukuš e saccheggiò e incendiò le case dei musulmani. Come testimoniato da una missione cattolica francese, gli uomini furono bruciati vivi dentro le moschee, mentre le donne e i bambini furono massacrati. Con lo scoppio della seconda guerra balcanica, fu occupata dalle truppe elleniche il 4 luglio 1913 dopo una sanguinosa battaglia che vide il completo annientamento dei Bulgari che lasciarono sul terreno oltre 4.000 morti. Una volta conquistata, i Greci la distrussero e la incendiarono. In aggiunta a ciò la popolazione bulgara o slavo-macedone, che costituiva la maggioranza dei circa 13.000 abitanti, fu costretta ad abbandonare le proprie abitazioni ed espulsa. Kilkis, ormai ridotta ad un cumulo di rovine e svuotata della maggioranza dei suoi abitanti fu ripopolata dai rifugiati greci provenienti dai territori assegnati alla Bulgaria dal trattato di Bucarest, in particolare dalla cittadina di Strumica, situata nell'odierna Macedonia del Nord.
Durante la prima guerra mondiale la città si ritrovò nuovamente in prima linea, lungo il cosiddetto fronte di Salonicco. 
Nella prima metà degli anni '20, dopo la sconfitta greca contro i Turchi e la pace di Losanna, una nuova ondata di profughi ellenici, provenienti principalmente dalle zone dell'Asia Minore, del Caucaso e del mar Nero, s'insediò in città. La popolazione musulmana, sia di origine greca, che albanese, che turca o bulgara fu costretta da lasciare Kilkis per la Turchia come previsto dagli accordi sottoscritto tra i due paesi. 
Durante la seconda guerra mondiale Kilkis fu occupata dalle truppe tedesche sino al 1943, anno in cui passò sotto l'amministrazione militare bulgara. Nel 1944 vi fu combattuto uno scontro tra i partigiani dell'EAM e le milizie collaborazioniste greche.

## Cultura
- Museo archeologico di Kilkis
- Museo della guerra

## Infrastrutture e trasporti

### Ferrovie
Kilkis dispone di una stazione lungo la ferrovia Salonicco-Alessandropoli.